# Zadraga
Zadraga – wieś w Słowenii, w gminie Naklo. W 2018 roku liczyła 89 mieszkańców.